# Oréfondé
Oréfondé és una comunitat rural del Senegal situada a l'est del país, al districte d'Agnam Civol del departament de Matam, regió de Matam.

## Història
El 1862 els tuculors del Futa (gairebé reduït al Laao o Law) es van revoltar encapçalats per antics seguidors d'el Hadjdj Umar. El 1859 la part occidental, el Dimar, havia estat incorporat a la colònia del Senegal i la resta havia quedat dividits en tres estats, però el més oriental de Damga, amb capital a Matam, fou annexionat el 1860 a França.
Els rebels es van escampar pel Damga, que van saquejar; el seu líder era Alpha-Amadou-Cierno-Demba, (Amadu Cerno Demba Li) que Umar havia designat per prendre el comandament en cas de guerra. Tropes franceses van sortir de Saldé i van arribar als poblat dels bosseiabes (Bosseya) que estaven al centre de la revolta; la infanteria de marina va desallotjar als enemics de les seves posicions el 28 de juliol de 1862 i l'endemà van avançar cap a l'interior del país trobant als tuculors a Mbirboyan. El governador Jauréguiberry va maniobrar amb habilitat i va posar als tuculors entre dos focs i els va derrotar. Les poblacions rebels de Mbolo, de Diaba-Maoundou i d'Oréfondé (aleshores capital del país i antiga residència d'el-Hadjdj Umar) foren incendiades.
Però l'almamy va reunir més tropes a tot el Tooro-Laao i al Dimar i va saquejar les poblacions que eren favorables als francesos. Va avançar cap a Bokol prop de Dagana i a Loumbel es va enfrontar amb una columna francesa el 22 de setembre de 1862, sent altre cop derrotat. Però el calor i les pluges no van permetre seguir la campanya i les tropes franceses van tornar a Saint Louis del Senegal. Futa Toro seguia revoltat i va córrer el rumor que Umar venia en el seu ajut amb un exèrcit. Al arribar l'estació seca, 1600 homes van sortir de Saint Louis en embarcacions i remuntant el marigot de Doué que rodeja l'illa de Morphil, va penetrar al país revoltat. El 17 de gener de 1863 es van enfrontar a l'exèrcit tuculor que s'havia fet fort a Touldégal, i els van derrotar; la columna va seguir fins a Mbirboyan i després va arribar a Matam després de creuar tot el Futa Toro. D'allí van tornar a Saldé. A la tornada, prop de Gaoul, al Damga, van lliurar un nou combat on la rereguarda va ser aniquilada pels tuculors, però la resta de l'exèrcit va poder derrotar els atacants, i continuar per retornar al punt de sortida; a Aram la baixada de les aigües va fer aturar la flotilla i foren atacats des de les dues ribes però els atacants foren rebutjats. Després de 45 dies les tropes van tornar a Saint Louis el 23 de febrer de 1863, amb un balanç de 3 batalles, 16 enfrontaments, 76 pobles destruïts i un oficial o 20 soldats morts i 21 més morts després per ferides o malalties. Futa Toro no va tardar a demanar la pau que es va signar a Moctar-Salam el 20 de març de 1863. Una part del país fou annexionat a la colònia del Senegal.